# Mesorhaga wanbi
Mesorhaga wanbi är en tvåvingeart som beskrevs av Daniel J. Bickel 1994. Mesorhaga wanbi ingår i släktet Mesorhaga och familjen styltflugor. Inga underarter finns listade i Catalogue of Life.